# Cratere Grimaldi

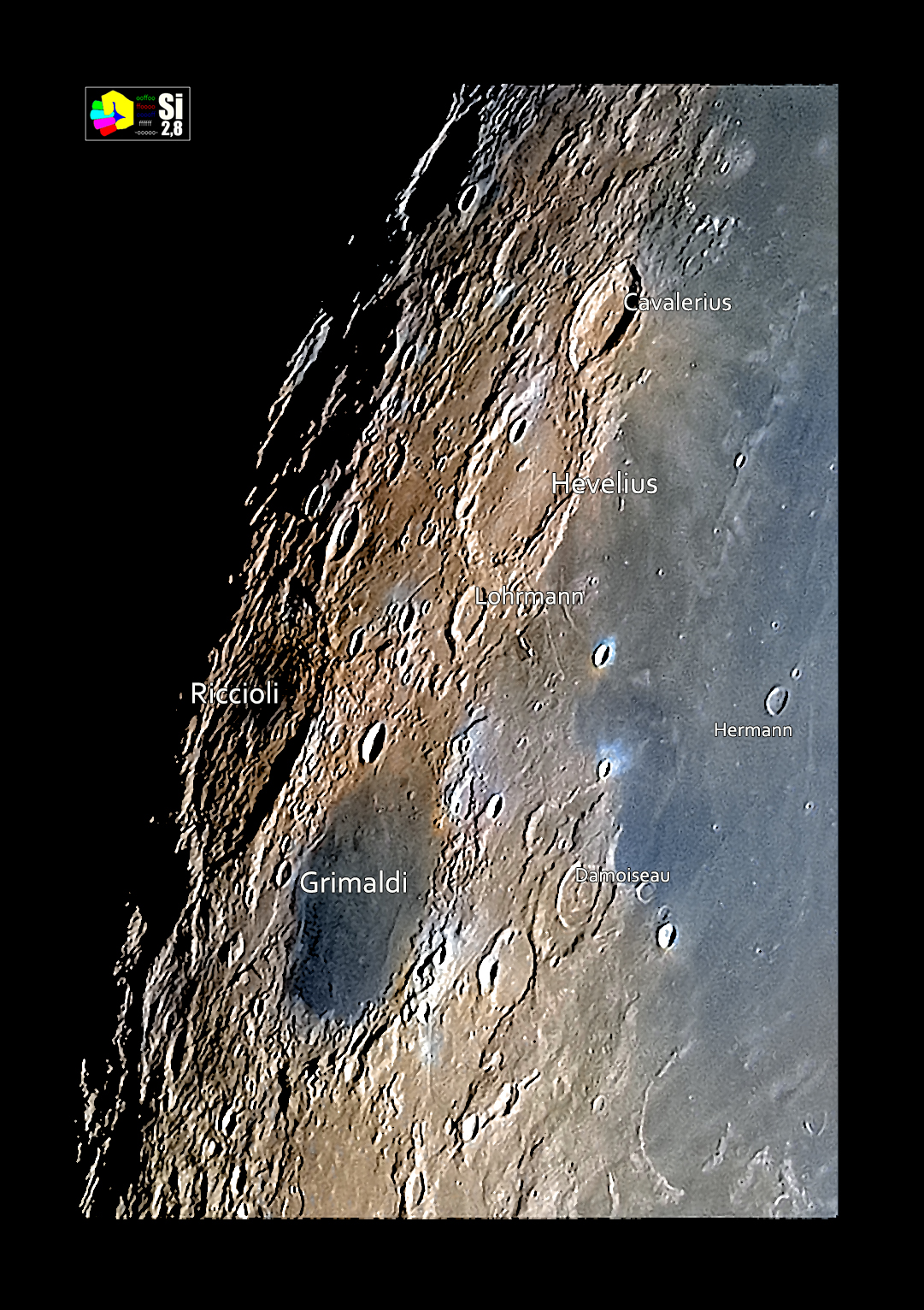
L'area del cratere in formato selenocromatico. Vedi anche:

Grimaldi è un grande cratere lunare di 173,49 km situato nella parte sud-occidentale della faccia visibile della Luna, a sudovest dell'Oceanus Procellarum e a sudest del cratere Riccioli. A sudest si trovano le Rimae Grimaldi e a nordovest le Rimae Riccioli che si avvicinano al confine occidentale del bordo del cratere Grimaldi.
La parete interna del cratere è così degradato ed eroso dagli impatti che forma un anello di basse colline, creste e picchi. Sono presenti tuttavia dei picchi che raggiungono altezze di oltre 2 km. Il fondo forma una superficie piatta, relativamente lisce e senza caratteristiche di rilievo con un coefficiente di albedo particolarmente basso. L'ombra scura del fondo contrasta con i contorni più chiari, rendendo il cratere di facile individuazione.
Il diametro del bordo interno è di circa 140 km. Oltre alla superficie interna sono presenti i resti di una parete esterna, con un diametro di 220 km. Il bordo esterno è maggiormente intatto a nord e a ovest. 
Questo cratere è stato luogo di diversi fenomeni lunari transienti come lampi di luce, aree colorate e nebulose. Utilizzando tecniche di spettroscopia sono state anche rilevate emissioni gassose e le navette in orbita hanno trovato una concentrazione di massa situata sotto il cratere.
Il cratere è dedicato al fisico italiano Francesco Maria Grimaldi.

## Crateri correlati
Alcuni crateri minori situati in prossimità di Grimaldi sono convenzionalmente identificati, sulle mappe lunari, attraverso una lettera associata al nome.
| Grimaldi | Coordinate           | Diametro (in km) |
| -------- | -------------------- | ---------------- |
| A        | 5°23′24″S 71°19′48″W | 14,52            |
| B        | 2°56′24″S 69°19′12″W | 22,16            |
| C        | 2°39′00″S 61°35′24″W | 9,31             |
| D        | 3°39′36″S 65°39′00″W | 20,65            |
| E        | 3°40′12″S 64°32′24″W | 13,23            |
| F        | 3°54′36″S 62°50′24″W | 28,98            |
| G        | 7°19′48″S 65°00′36″W | 11,8             |
| H        | 4°52′48″S 71°31′12″W | 9,11             |
| J        | 2°55′48″S 70°41′24″W | 15,38            |
| L        | 8°31′48″S 66°49′48″W | 18,27            |
| M        | 8°01′12″S 67°06′00″W | 18,68            |
| N        | 7°33′36″S 66°42′36″W | 7,97             |
| P        | 7°57′36″S 68°22′12″W | 8,26             |
| Q        | 4°45′00″S 64°52′12″W | 25,35            |
| R        | 8°30′00″S 71°21′36″W | 9,04             |
| S        | 6°21′00″S 64°52′48″W | 10,99            |
| T        | 7°43′12″S 71°00′36″W | 11,27            |
| X        | 5°52′48″S 72°24′36″W | 8,42             |